# Fernanda Cornejo
María Fernanda Cornejo Alfaro (Quito, 25 de marzo de 1989) es una modelo profesional y reina de belleza ganadora del concurso de belleza Miss Internacional 2011, celebrado en Chengdu (China). 
Es la primera y única mujer ecuatoriana en alcanzar el título.

## Biografía
Hija de ecuatorianos Cornejo nació el 25 de marzo de 1989 en la ciudad de Quito, Ecuador.
Cornejo estudia una licenciatura en Nutrición en la Universidad de Especialidades Espíritu Santo (UEES) de Ecuador y habla   español e Inglés.
María Fernanda compitió en el certamen de belleza Miss Ecuador 2011 representando a la provincia de Pichincha cuyo día realizado fue el 17 de marzo de 2011 en Santo Domingo de los Colorados donde ganó * Traje Nacional de Ecuador 2011 y además se convirtió en la eventual segunda finalista del certamen
Cuadro de Reinas de Miss Ecuador 2011
- Miss Ecuado 2011: Claudia Schiess
- Miss Ecuador Mundo 2011, Virreina :María Verónica Vargas
- Miss Ecuador Internacional 2011, Princesa - Fernanda Cornejo

Representó a Ecuador en Miss Internacional 2011, obteniendo la corona del certamen. Sucedió en el cetro del concurso a la venezolana Elizabeth Mosquera,
En el evento resultó ganadora y reconocida por varios premios eventuales al reinado, tales como:
- Miss Belleza de Miss International
- Miss Stature (Figura) de Miss International

En el certamen le siguen las candidatas de Venezuela (Jessica Barboza), Mongolia (Tugsuu Idersaikhan), Panamá (Keity Mendieta) y Puerto Rico (Desiree Del Rio)
Luego de concluir su reinado como Miss International 2011, se unió a la agencia (Elite Model Management) en Miami, donde se desempeña como modelo. 
María Fernanda Cornejo ha participado en desfiles de marcas como Carolina Herrera y Salvatore Ferragamo. Ha sido parte del video musical Sexy people (The FIAT song) de Arianna ft. Pitbull y además apareció en el vídeo del sencillo Live It Up de Jlo ft. Pitbull. 
En abril de 2013 fue escogida como imagen de la colección verano 2013 de la marca turca de lencería y trajes de baño Ay-Yildiz.
En el 2014 María Fernanda Cornejo participó en el vídeo de Jennifer Lopez, Wisin y Ricky Martin "Adrenalina".